# Le deportate della sezione speciale SS
Le deportate della sezione speciale SS è un film del 1976 diretto da Rino Di Silvestro.

## Trama
Tania è una delle donne ebree che le SS smistano nei loro vari campi di concentramento. Il comandante del campo in breve tempo si innamora di lei, ma Tania lo rifiuta fino a quando, dopo la fuga delle sue compagne, accetta di rimanere sola con lui, ma per evirarlo. Il comandante muore, ucciso dall'attendente, che egli sodomizzava. Muore anche Tania, mitragliata da un soldato.